# Rosifax sabuletorum
Rosifax es un género monotípico de fanerógamas pertenecientes a la familia Amaranthaceae. Su única especie: Rosifax sabuletorum es originaria de África oriental en Somalia.

## Descripción
Es una planta erecta, que alcanza un tamaño de 45-52 cm de altura, con varios troncos simples derivados de la base, por encima cuadrangular, cilíndricos a continuación, glabros o con unos pocos pelos multicelulares. Hojas ampliamente lineales, agudas, de 30-80 x 1,5-6 mm, ± adpreso-pilosa. Inflorescencia ± rosada. Flores fértiles comprimidas: 2 tépalos exteriores ampliamente lanceoladas, de 4 mm, con un nervio central fuerte y 3 más débiles nervios laterales a cada lado. Estilo de 2 mm de largo.

## Taxonomía
Rosifax sabuletorum fue descrita por  Clifford Charles Townsend y publicado en Kew Bulletin 46(1): 101. 1991.